# Village d'Orléans
Village d’Orléans (též quartier d’Orléans) je pařížská čtvrť ve 14. obvodu zahrnutá do administrativní čtvrtě Petit-Montrouge jižně od nemocnice La Rochefoucauld a severně od Rue d'Alésia, mezi Avenue du Général-Leclerc a Rue de la Tombe Issoire.

## Vznik
Tato čtvrť je nejstarším osídlením v obvodu, vznikla ještě před čtvrtí Plaisance. V roce 1826 koupila společnost Javal frères pozemek obklopený mlýny a hostinci na části území obce Montrouge v oblasti zvané Petit-Montrouge nedaleko města Paříže. Toto území patřilo až do revoluce řádu rytířů špitálu svatého Jana, jehož komenda se nacházela v prostoru dnešní Rue de Lateran. Pozemky i ostatní majetek řádu byly jako národní majetek v roce 1792 zabaveny a prodány. Bratři Javalové pověřili architekta Théodora Charpentiera, aby území rozparceloval a tak vznikly Avenue de la Santé (dnes Rue Hallé), Avenue de la Chapelle (Rue d'Alembert), Rue Neuve d'Orléans (Rue du Couédic), Rue Neuve de la Tombe-Issoire (Rue Bezout).
Čtvrť nízkých domů se zahrádkami, pojmenovaná svými zakladateli village d'Orléans pro její blízkost k Route d'Orléans (dnešní Avenue du Général-Leclerc) byla určena pro klidné bydlení. Provozní řád zakazoval hlučné podniky pronájem domů prostitutkám.
Čtvrť, která se původně rozkládala od Rue Hallé a Rue du Couédic k Rue de la Tombe-Issoire, byla na svém severovýchodního konci ubourána při stavbě železnice do Sceaux (RER B) v roce 1846 a poté stavbou Avenue de Montsouris (dnes Avenue René-Coty) v roce 1865.

## Čtvrť v současnosti

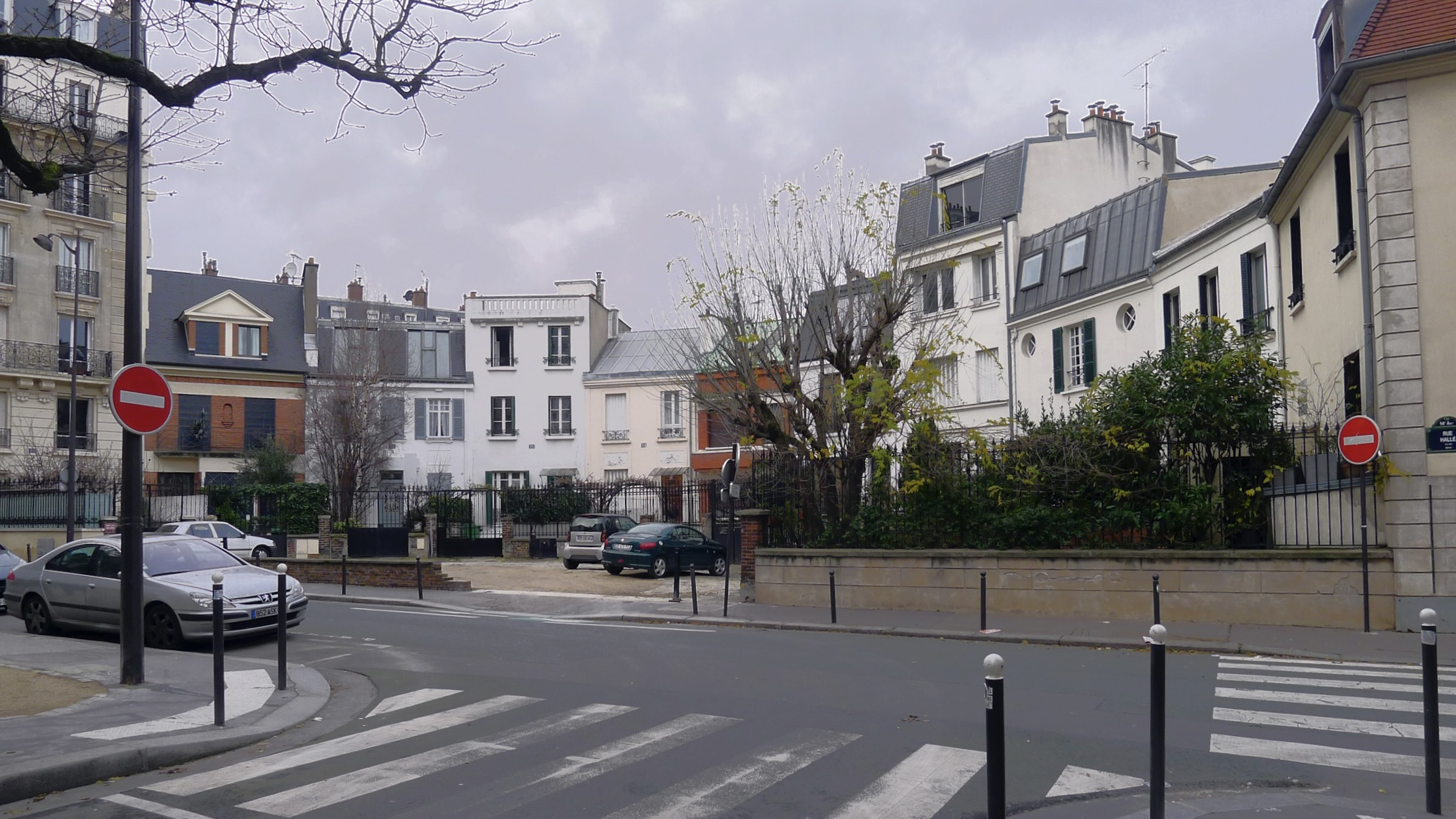
Rue Hallé

Čtvrť již ztratila svůj jednolitý vzhled. Na místě nízkých domů vznikly v 19. století vícepatrové budovy, v oblasti přesto zůstalo zachováno několik původních domů a čtvrť je stále rezidenční oblastí. Většina domů na půlkruhovém náměstí v Rue Hallé byla přestavěna nebo upravena, ale celý komplex si zachoval původní plán.
Pod čtvrtí se nachází prohlídkový okruh pařížských katakomb, jejichž východ se do roku 2017 nacházel v Rue Rémy-Dumoncel.